# Türkentor (Helmstedt)

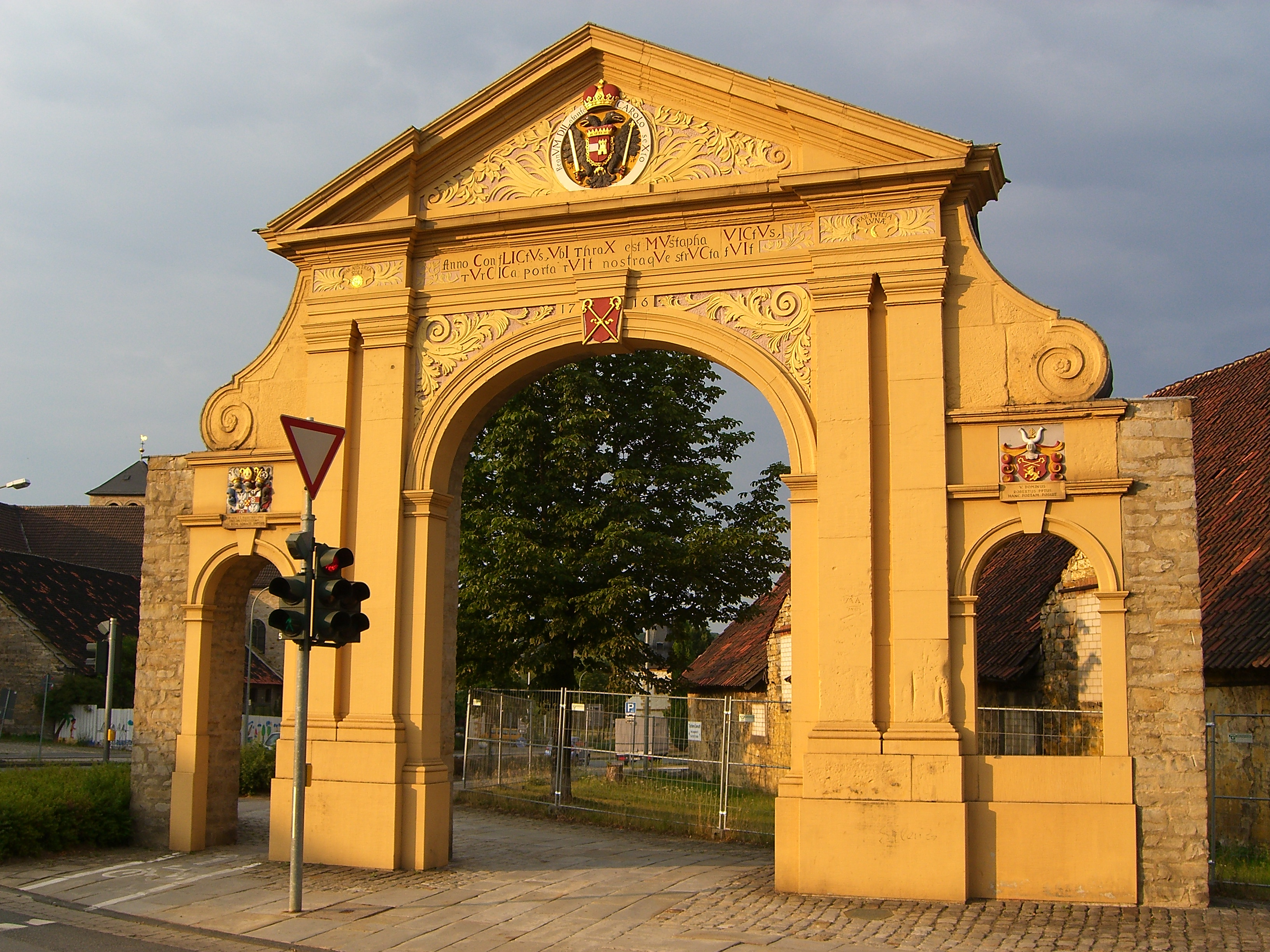
Türkentor vor dem Klostergebäude St. Ludgeri

Das Türkentor in der niedersächsischen Kreisstadt Helmstedt in Deutschland wurde 1716 zum Gedenken des Sieges über die Türken im gleichen Jahr erbaut. Es diente als Einfahrt zum Domänenhof von der jetzigen Bundesstraße 1 her und stand in der Fluchtlinie zum Taubenhaus. Es wurde durch einen Fliegerangriff im Zweiten Weltkrieg stark beschädigt und 1986 an seinem jetzigen Standort wieder aufgebaut. Es zeigt im Giebel das kaiserliche Wappen und über den Seitendurchgängen die Wappen von Abt und Prior des Klosters, in deren Amtszeit das Tor errichtet worden war. Das Tor war das Hauptportal zum ehemaligen Kloster St. Ludgeri.
Im Architrav finden sich römische Zahlen, die zu übersetzen sind und die addiert 1716 ergeben. Daneben rechts und links über den Doppel-Pilastern sind die Sonne (als Symbol des Kaiserreichs) und der abnehmende Mond (als Symbol des osmanischen Reiches) zu sehen. Die in den Chronogrammen symbolisierte Zahl bezieht sich auf den Sieg des Kaiserlichen Heeres unter Prinz Eugen bei der Schlacht von Peterwardein über die Türken im Jahre 1716. An dem Sieg war der regierende Braunschweiger Herzog Ferdinand Albrecht maßgeblich beteiligt wie auch der aus dem magdeburgischen Emden stammende Reichsgraf Johann Matthias von der Schulenburg.
Mit der Errichtung des Türkentores als Triumphbogen brachten Abt und Prior sowohl die Siegesfreude als auch die Verbundenheit mit dem Kaiser zum Ausdruck, dem das Kloster in weltlichen Angelegenheiten unterstand. Die verwandtschaftliche Verbindung zum Hause Braunschweig mag eine nicht unwichtige Rolle gespielt haben.